# アルコーン
アルコーン（希: ἄρχων, 複数形はἄρχοντεςアルコンテス、英: Archon）とは、ギリシア語で「統治者」を意味する語。歴史的には様々な意味を派生した。

## 古代ギリシアの官職
古代ギリシアにおいては、最高官職を意味した。アテナイにおいては、民主化の進展と共に、数や役割が変遷していった。

### 古代ギリシアのアルコーン
アテナイなどの都市国家では、王政廃止後に、終身職としてこのアルコーンが設置された。やがて、
- エポニュモス・アルコーン（英語版）（執政官、最高指導者）
- アルコーン・バシレウス（英語版）（神祇官、祭祀担当）
- ポレマルコス（英語版）（兵部官、軍事担当）

の3名に分割され、紀元前8世紀中頃には、任期が10年となった。
紀元前683年には任期が1年となり、その後、
- テスモテタイ（法務官、thesmothetai）

の6名が追加され、計9名となった。
それまでは、アルコーン経験者によって形成されるアレオパゴス会議によって、富裕貴族の中から選出されていたが、紀元前594年、ソロンの改革によって、財産によって分類される4階級中の上位2階級の中から選出することが規定された。
紀元前462年以降のペリクレスらによる民主改革によって、籤引きで選ばれるようになった。
アテナイの元老院であるアレオパゴス会議は、アルコーン経験者によって構成されたが、紀元前462年以降のペリクレスらの改革によって、その権限の多くを失った。

## グノーシス主義の神
ヘレニズム期のグノーシス主義においては、上記の意味を受け、地上を支配する偽の神を指す言葉になった。

## ビザンティン帝国
ビザンティン帝国（東ローマ帝国）では、外国の統治者のことを、アルコーンと呼んだ。

## 蝶・蛾
蝶・蛾の中の、ウスバアゲハ亜科の中には、アルコーンという属がある。（en:Archon (butterfly)）